# Short 330
Short 330 je britský dvoumotorový dopravní hornoplošník s dvojitými SOP a příďovým zatahovacím podvozkem.

## Vznik
Po komerčním neúspěchu strategického dopravního stroje Short SC.5 Belfast hledala mateřská společnost neobsazenou část leteckého trhu, kde by se byla schopna prosadit. Mezeru na světovém trhu nalezl letecký výrobce Short Brothers Ltd. z Belfastu v produkci malých dopravních letounů kategorie STOL. Po typu Short SC.7 Skyvan se firma rozhodla pro vývoj jeho nástupce s větší přepravní kapacitou. Na aerosalonu v Paříži v roce 1972 společnost Short poprvé zveřejnila svůj úmysl v podobě letounu SD3-30, kde poslední číslice naznačovala maximální počet pasažérů v civilní variantě pro příměstský provoz s dvoučlennou osádkou a jedním palubním průvodčím. V létě 1973 byly vyjasněny ekonomické záležitosti vývoje a byla zahájena stavba prototypu.

## Vývoj
Dne 22. srpna 1974 vzlétl tovární zkušební pilot John Richardson s prvním prototypem Short SD3-30 (imatrikulace G-BSBH) a setrval ve vzduchu dvě hodiny. Letoun poháněly dva kanadské turbovrtulové motory Pratt & Whitney of Canada PT6A-45 s pětilistými vrtulemi Hartzell. V únoru 1976 získal typ přejmenovaný na Short 330 osvědčení amerického dohlédacího úřadu FAA pro kategorii Transport, v červnu vyhověl při testech předpisům FAR. Prototyp představující sériové provedení vzlétl 8. července 1975, první sériový kus pak 15. prosince.
Dodávky sériových strojů započaly v červnu 1976 a jako první je nasadil dne 24. srpna 1976 letecký dopravce Time Air z Kanady. K 1. lednu 1980 bylo ze zakázek na 43 letounů pro 13 zákazníků dodáno 36.

## Vojenské verze

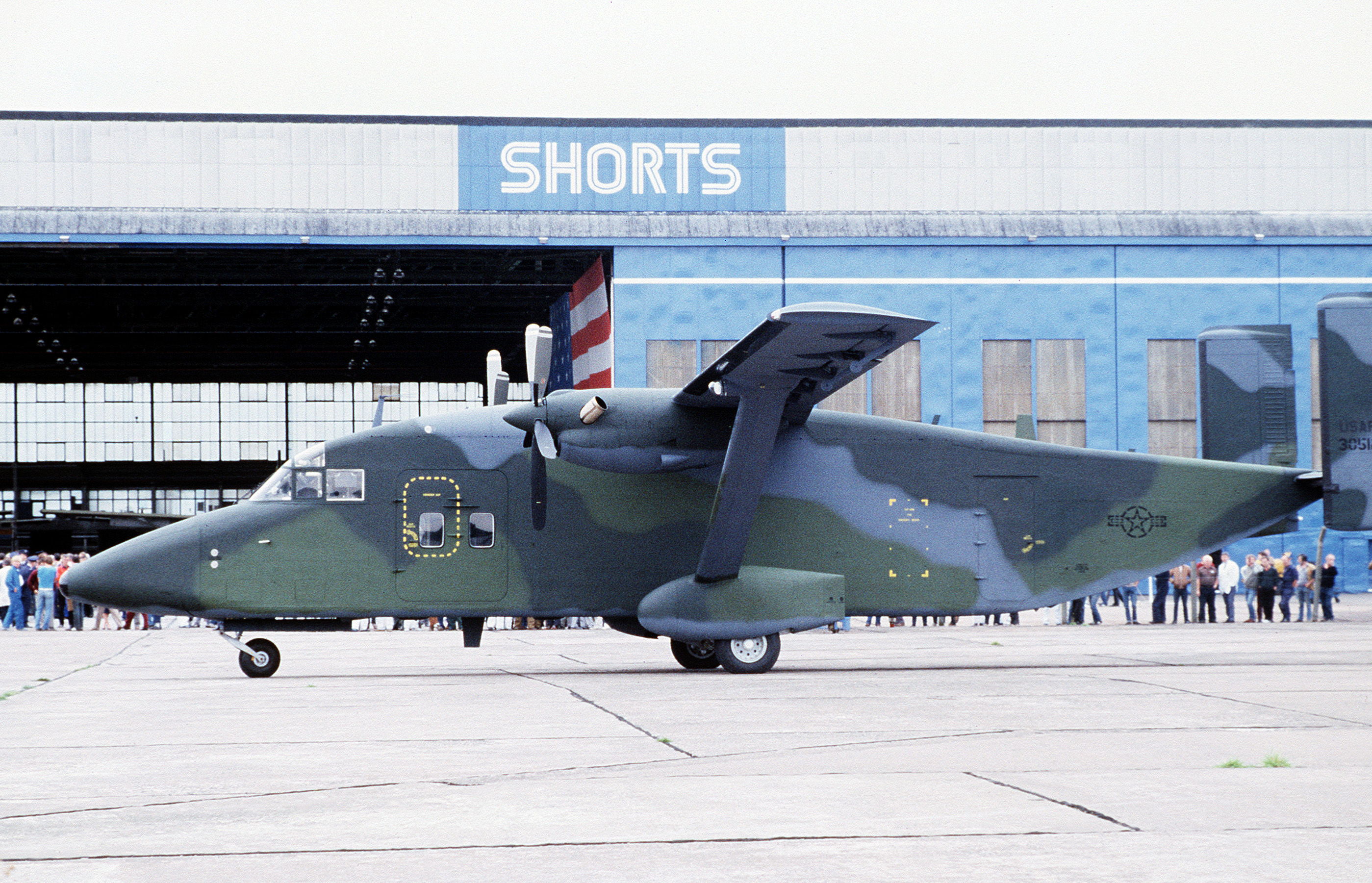
C-23A

Společnost Short již od počátku počítala rovněž s užitkovou verzí označenou Short 330UTT (Utility Tactical Transport), která byla oficiálně představena v roce 1982. Ve stejném roce velení USAF vypsalo výběrové řízení na dodávku transportních letounů pro své jednotky v Evropě. Soutěže se zúčastnily také společnosti CASA s letounem CASA C-212 Aviocar a De Havilland s letounem De Havilland Canada Dash 7. Americké letectvo nakonec zvolilo variantu Shortu 330UTT označovanou jako Sherpa, jejíž prototyp poprvé vzlétl 23. prosince 1982.
První sériový Sherpa vzlétl z továrního letiště v Belfastu 6. srpna 1983. Na jaře roku 1984 pak USAF rozhodlo o nákupu letounů Short 330 pro logistickou dopravu mezi základnami Američanů v Evropě. V první fází bylo pořízeno 18 strojů a zařazeno jako Short C-23A Sherpa k 10. peruti 322. křídla se základnou Zweibrucken v tehdejší NSR, od března 1985 přesunutá na základnu Ramstein. Zde se stala součástí 608th Military Airlift Group. Od civilní 330 se odlišuje zpevněnou podlahou nákladového prostoru, trupem s minimem oken, nákladními vraty na bocích trupu a velkou sklopnou rampou pod zádí. Instalovaná avionika byla americká, pohon zajišťovala dvojice motorů Pratt & Whitney PT-6A-45R o výkonu po 894 kW. Poslední z objednaných C-23A byl dodán 7. prosince 1985. Po ukončení distribučního systému European Distribution System v říjnu 1990 byly C-23A přesunuty k další službě na území USA. Tři letouny byly předány zkušební jednotce 412th Test Wing na základně Edwards AFB v Kalifornii, které byly z provozu vyřazeny v prosinci 1997. Po zakonzervování na Davis-Monthan AFB v Arizoně byly v průběhu let 1999 až 2000 odprodány civilním provozovatelům.

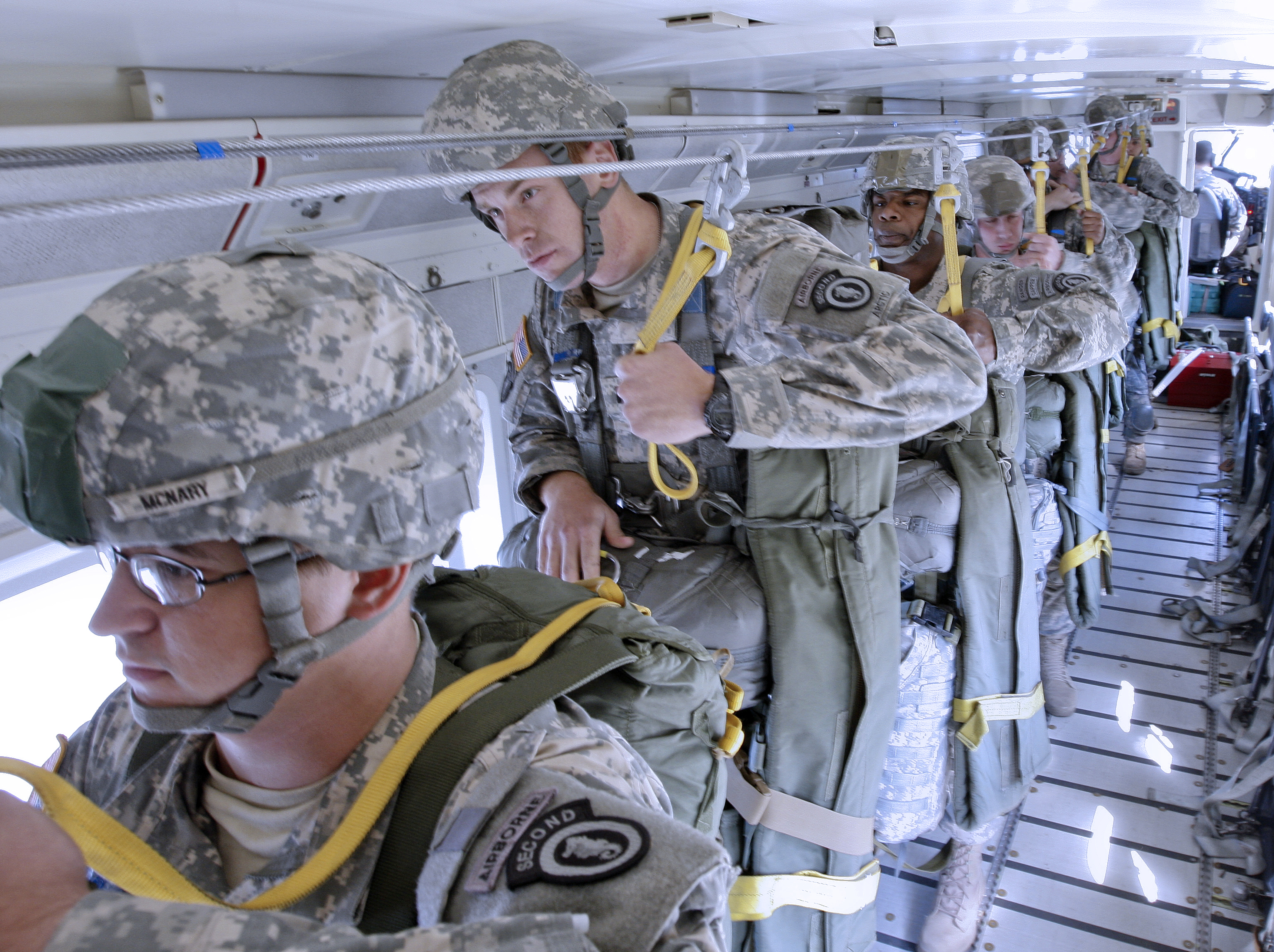
Příprava na výsadek US Army z letounu C-23 Sherpa

Dalších sedm C-23A bylo po návratu z Evropy předáno k americké lesní správě. Stroje obdržely novou avioniku a boční okna. Takto byly upraveny celkem čtyři kusy, zbývající tři byly nakonec převedeny pod Bureau of Land Managment spravující veřejná teritoria na území USA. Od něj pak byly dva exempláře odprodány civilním provozovatelům, třetí skončil jako pozemní výcviková pomůcka lesní správy.

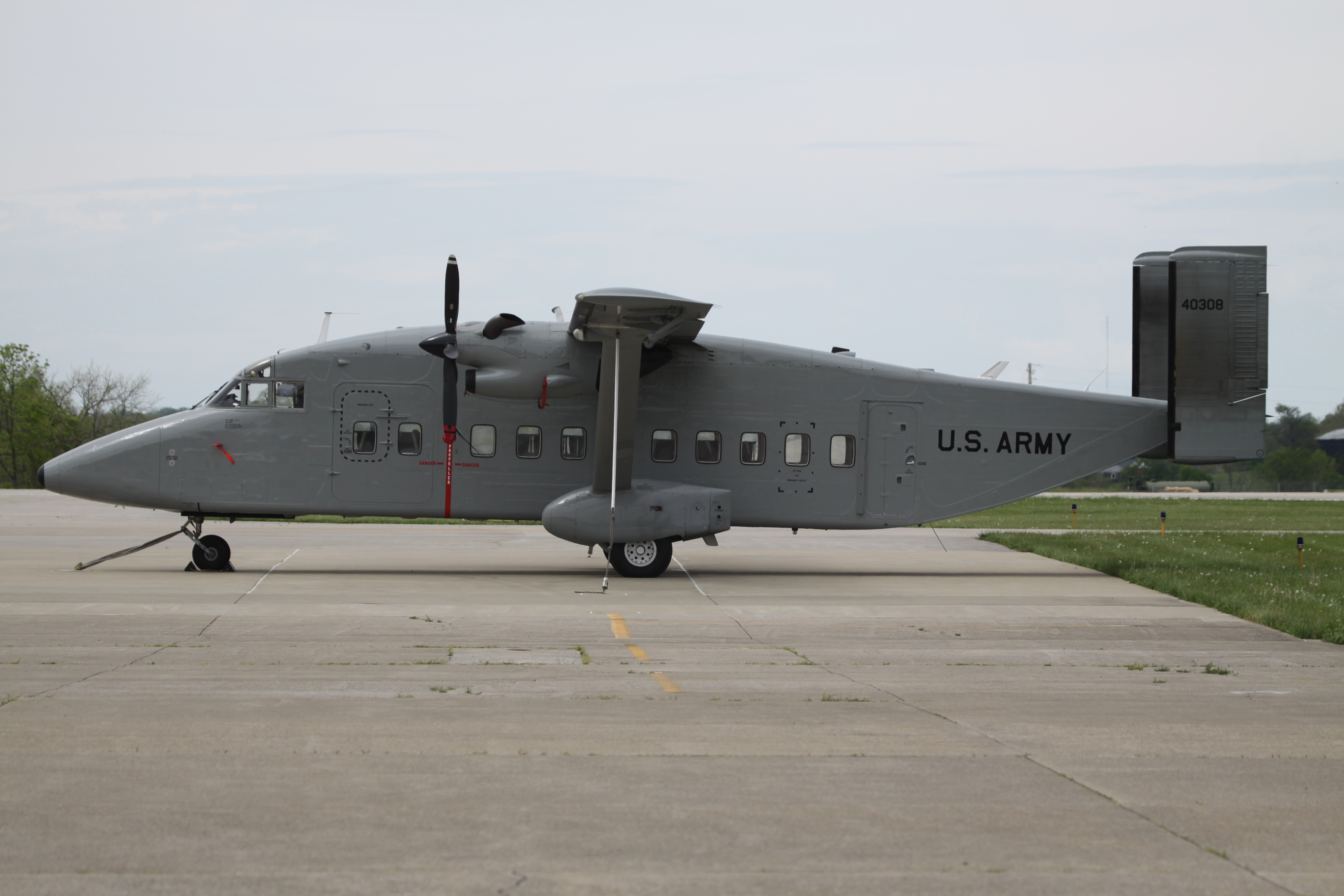
Vojenská verze Short C-23B+ Sherpa (94-0308), US Army

Posledních osm C-23A předalo letectvo k US Army, kde operovaly v rámci různých logistických středisek. Americká armáda však již od roku 1985 používala čtyři standardní civilní stroje Short 330, které předtím létaly u komerční letecké společnosti. Do roku 1992 sloužily zejména v Tichomoří. V říjnu 1988 objednala US Army první čtyři zcela nové Sherpy v provedení C-23B, v roce 1990 pak přiobjednala dalších šest, z nichž poslední převzala v roce 1992. Od verze A se nové Sherpy odlišovaly novým křídlem z civilního letounu Short 360 a silnějšími motory PT6A-65AR o výkonu po 1062 kW. Podvozek byl zesílen společně s instalací nového přístrojového vybavení.
V září 1993 US Army objednalo dvacet letounů označených C-23B+, v listopadu 1994 doobjednalo dalších osm, které byly kombinací Shortu 360 a základní C-23B. Poslední z nich byl dodán v září 1998. Tyto nové letouny byly vybaveny modernější avionikou, jejímž základem se stal navigační počítač FMS UNS-1K, kterým pak byly vybaveny i starší C-23B. V souvislosti s touto modernizací se velení US Army rozhodlo v roce 2002 sjednotit označení letounů Sherpa na C-23C. Další instalací modernější avioniky vznikly čtyři inovované stroje, pro něž se někdy používalo označení C-23D.
Stroje Sherpa byly poprvé bojově nasazeny na začátku roku 1991, kdy byly vyslány na podporu operace Desert Storm. V roce 2003 byly v oblasti nasazeny znovu kdy nejprve operovaly z Kuvajtu a od roku 2004 přímo v Iráku. Poslední zahraniční misí Sherpy US Army se v červnu 2010 stala Multinational Force and Observer na Sinajském poloostrově. Dvojice strojů zde létala na podporu mezinárodních pozorovatelů monitorujících dodržování mírové dohody mezi Egyptem a Izraelem. V únoru 2011 byl přijat plán na vyřazení C-23 z výzbroje a od té doby byly jednotlivé letouny postupně odstavovány. Některé z vyřazených C-23C v lednu 2012 odkoupila NASA, která je po úpravách začala využívat k vědeckým a výzkumným účelům.

## Specifikace

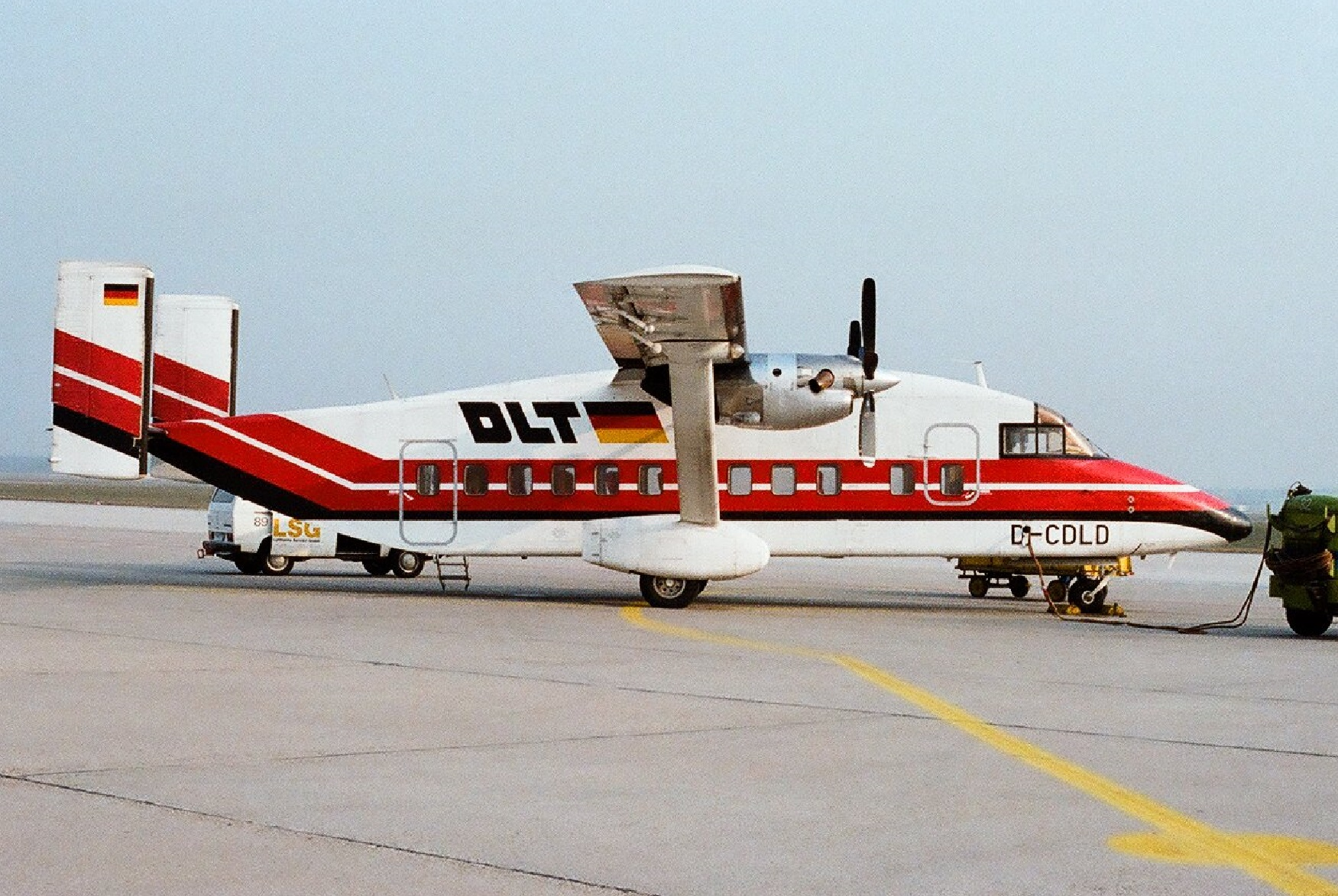
Short 330 přepravce DLT (D-CDLD), 1983

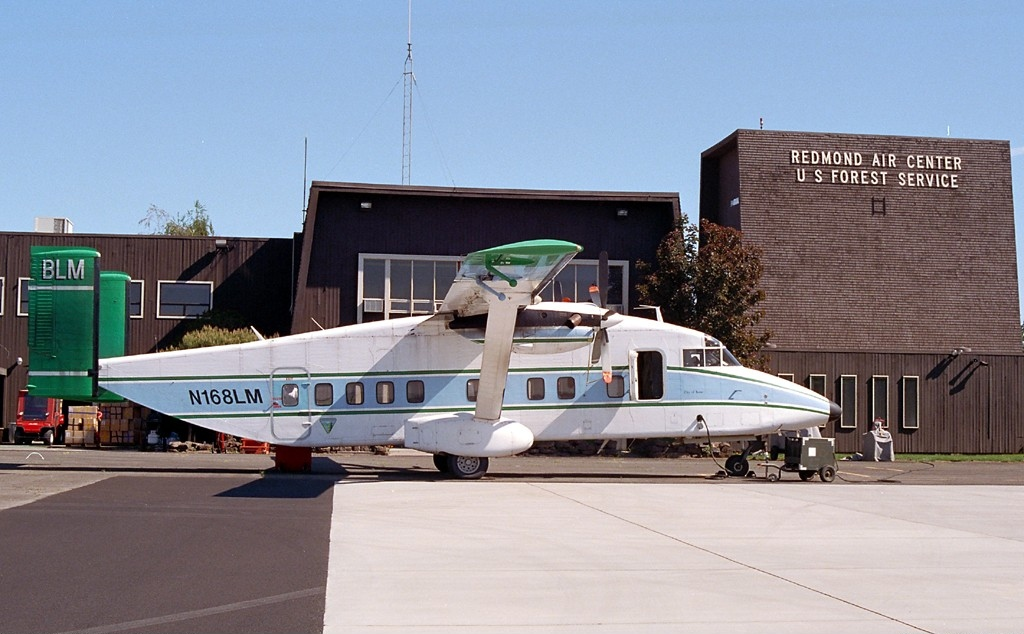
Short 330 (N168LN), US Bureau of Land Management

Údaje dle

### Hlavní technické údaje
- Rozpětí: 22,76 m
- Délka: 17,69 m
- Výška: 4,95 m
- Nosná plocha: 42,10 m²
- Hmotnost prázdného letounu: 6536 kg
- Hmotnost obchodního náladu při osobní dopravě: 2653 kg
- Hmotnost obchodního nákladu při nákladní dopravě: 3400 kg
- Vzletová hmotnost: 10 160 kg

### Výkony
- Nejvyšší cestovní rychlost v 3050 m: 352 m/h
- Ekonomická cestovní rychlost: 296 km/h
- Pádová rychlost: 171 km/h
- Počáteční stoupavost: 5,6 m/s
- Dostup: 4265 m
- Maximální dolet: 1403 km
- Maximální délka vzletu: 1310 m
- Maximální délka přistání: 1110 m
- Hlučnost při vzletu: 88,5 dB